# Rickey Jackson
Rickey Anderson Jackson (Pahokee, 20 marzo 1958) è un ex giocatore di football americano statunitense che ha giocato nel ruolo di linebacker per i New Orleans Saints e i San Francisco 49ers nella National Football League (NFL) vincendo il Super Bowl nel 1994. Nel 2010 è stato inserito nella Pro Football Hall of Fame.

## Carriera professionistica
Scelto nel secondo giro del Draft NFL 1981 (53º assoluto) dall'Università di Pittsburgh, Jackson fu un membro del primo draft di New Orleans sotto la gestione del nuovo allenatore Bum Phillips. Jackson nella sua prima stagione giocò tutte le 16 gare della stagione venendo inserito nella formazione ideale dei rookie. Nel 1983 fu convocato per il primo dei suoi sei Pro Bowl (1983, 1984, 1985, 1986, 1992 e 1993). Jackson fu inserito quattro volte nel First-team All-Pro e due volte nel Second-team All-Pro. Fu uno dei membri della nota "Dome Patrol" dei Saints, il gruppo di quattro linebacker che NFL Network ha classificato come il migliore della storia della NFL.
Nelle sue tredici stagioni con Saints, Jackson saltò solamente due gare a causa di un incidente automobilistico nel 1989. Giocò tutto il resto della stagione col mento fasciato e indossando un casco speciale, accumulando comunque 7,5 sack quell'anno.
Nel 1994, Jackson passò ai 49ers, vincendo quell'anno il Super Bowl XXIX battendo i San Diego Chargers. Si ritirò alla fine della stagione successiva.
Jackson fece registrare 10 o più sack in sei diverse stagioni e guidò la NFL in fumble recuperati nel 1990 e 1991. La sua carriera terminò con 136 sack (otto non ufficiali perché la NFL tenne traccia della statistica solo da 1982, anno della sua seconda stagione) e otto intercetti, ritornati per 68 yard. Nel suo primo anno come finalista, il 2010, Jackson fu inserito nella Pro Football Hall of Fame, un giorno prima che i Saints vincessero il Super Bowl XLIV. Fu il primo membro della Hall of Fame ad essere indotto primariamente per i suoi contributi ai Saints.

## Palmarès

### Franchigia
- Super Bowl : 1

San Francisco 49ers: XXIX
- National Football Conference Championship: 1

San Francisco 49ers: 1994

### Individuale
- Convocazioni al Pro Bowl: 6

1983, 1984, 1985, 1986, 1992, 1993
- First-team All-Pro: 4

1986, 1987, 1992, 1993
- Second-team All-Pro: 2

1984, 1985
- Leader della NFL in fumble forzati: 4

1981, 1982. 1984, 1986
- Club dei 100 sack
- Pro Football Hall of Fame (classe del 2010)